# Loricosaurus
Loricosaurus (que significa "lagarto armadura") é um gênero de saurópodes representado por uma única espécie. É um titanossauriano que viveu próximo do final do período Cretáceo Superior, há aproximadamente 71 milhões de anos, no início do Maastrichtiano. Foi encontrado na província de Neuquen, Argentina, na Formação Allen. Devido à presença de armadura, de início pensava-se que era um anquilossauro, mas hoje é considerado um titanossauro.

## Armadura
A armadura de Loricosaurus já foi motivo de controvérsias. Quando Huene o descreveu pela primeira vez, ele considerou que fosse de um anquilossauro. Mais tarde, foi descoberto que ele não pertencia ao grupo dos anquilossauros, mas sim ao dos titanossauros. Atualmente é considerado um possível exemplar do gênero Neuquensaurus ou Saltasaurus.

## Espécie
Em 1929, von Huene descreveu o Loricosaurus com base em alguns osteodermas encontrados na Argentina. A espécie-tipo, Loricosaurus scutatus, é hoje considerada possivelmente um sinônimo de Neuquensaurus.